# پرستوی دمگاه‌حنایی آفریقایی
پرستوی دمگاه‌حنایی آفریقایی (نام علمی: Cecropis melanocrissus) پرنده‌ای کوچک از تیرهٔ پرستویان (Hirundinidae) است که در نواحی شمالی آفریقا در جنوب صحرا یافت می‌شود.